# Kristoffer Fagercrantz
Kristoffer Mats Fagercrantz (9 ottobre 1986) è un ex calciatore svedese, di ruolo centrocampista.

## Carriera
La sua carriera è iniziata nell'Halmstad, squadra con cui ha esordito in Allsvenskan nel 2005 a 18 anni dopo una stagione trascorsa nel settore giovanile.
Nel febbraio 2006 si è infortunato al menisco, e nell'autunno dello stesso anno è stato mandato in prestito in quarta serie. Dal 2007 al 2009 ha vestito i colori del Falkenberg nel campionato di Superettan. Scaduto il contratto, nel 2010 ha firmato un triennale con lo Jönköpings Södra, sempre in Superettan, ma a fine stagione è passato al Kalmar con cui ha avuto modo di tornare nella massima serie svedese.
Durante la sua seconda stagione a Kalmar ha trovato meno spazio, così nell'agosto 2012 è tornato all'Halmstad, dapprima in prestito e poi a titolo definitivo una volta terminato il campionato.
Si è ritirato al termine dell'Allsvenskan 2016.